# Argia vivida
Argia vivida es una especie de odonato que pertenece a la familia Coenagrionidae que se distribuye en Canadá, oeste de Estados Unidos y México. Comúnmente se encuentra en las partes medias y nacimientos de los ríos. Al parecer requiere de vegetación abundante para la puesta y supervivencia de los huevos.

## Descripción e identificación
Los machos de esta especie presentan una coloración azul intensa en los ojos, además se distingue por tener una coloración azul brillosa con líneas medias, delgadas y no ahorquilladas en la parte humeral. En el segmento 2, posee líneas laterales que se expanden hasta la parte posterior. De los segmentos 3 al 6 presenta anillos apicales de color negro en forma de lágrima ubicados de manera dorsolateral. El segmento 7 es completamente negro mientras que los segmentos 8 y 9 son de color azul. A bajas temperaturas y mientras en tándem, los machos tienen una coloración más pálida y púrpura en el tórax. Las hembras exhiben polimorfismo con fenotipos cuyos rangos de coloración van del azul al café. Los ojos también presentan una gran variación: en las hembras andromorficas (hembras similares a los machos), la coloración es azul, aunque ésta puede variar inusualmente hasta color café. El segmento 7 es el que presenta la coloración negra más intensa contrario a los segmentos 8-10, los cuales pierden intensidad, volviéndose más claros. Además, estos últimos segmentos presentan pequeños pares de puntos en la parte basal del segmento 9. Las hembras en estados inmaduros presentan una coloración más pálida y cremosa. Incluso se ha llegado a registrar algunas poblaciones con anillos de color dorado

## Ecología y comportamiento
El ciclo de vida está fuertemente relacionado con la variación extrema de la temperatura ambiental. Por ejemplo, British Columbia, Canadá con fuentes geotérmicas, el ciclo de vida dura un año, pero puede durar hasta 3 en otros sitios más fríos en Canadá. Las poblaciones de adultos, son altamente agregadas y la estima de vida de los adultos es de 3 días, lo cual es baja comparado con otras especies del mismo género
Los machos perchan en rocas o en vegetación adyacente a los ricos, pero la mayoría se encuentra fuera del agua. La cópula ocurre usualmente a mediodía, y dura alrededor de 40 minutos seguido por varias horas en tándem. Sin embargo, si la cópula ocurre por la tarde, dura alrededor de 10 minutos. Estas diferencias pueden estar relacionadas con un resguardo en cópula por parte de los machos para disminuir las oportunidades de que la hembra vuelva a copular al mediodía. Debido a que los sitios de oviposición están ampliamente distribuidos, los machos no pueden controlar estos recursos por lo que se dice que las hembras tienen control de sus decisiones reproductivas.
De forma interesante, ambos sexos tienen colores opaco debajo de los 20 °C, pero más intenso arriba de esta temperatura. Estas diferencias no están asociadas a distintas preferencias por los machos hacia las hembras